# ESC Erfurt

Vereinslogo

Der Eissportclub Erfurt e. V. ist ein Eissportverein aus der thüringischen Landeshauptstadt Erfurt.
Der Verein besteht aus den Sektionen Eisschnelllauf, Eiskunstlauf, Eisstocksport, Eishockey und der Abteilung Bobsport. Bekanntheit erlangte der Verein vor allem durch Erfolge im Eisschnelllauf von Sportlerinnen wie Gunda Niemann-Stirnemann. Im Verein sind ca. 400 Mitglieder organisiert.

## Geschichte
Die Gründung des Eissportclubs Erfurt fand am 20. Oktober 1989, zunächst mit den Sektionen Eisschnelllauf und Eiskunstlauf, statt. Vorläufer waren die entsprechenden Sparten des SC Turbine Erfurt, welcher in den 1970er Jahren erste nationale Erfolge im Eisschnelllauf erzielen konnte. 1990 wurde der Verein um die Sektion Eishockey ergänzt, welche es kurzzeitig bis in die 1. Eishockey-Liga schaffte (siehe: Eishockey in Erfurt). 1992 erfolgte die Gründung der Sektion Eisstocksport.
1995/96 wurde eine 400-m-Eisschnelllaufbahn errichtet, die 1996 mit den Deutschen Meisterschaften im Eisschnelllauf 1996 eröffnet wurde. 2000 begann der Bau der freitragenden Eisschnelllaufhalle, welche am 27. und 28. Dezember 2001 als Gunda-Niemann-Stirnemann-Halle mit den Deutschen Meisterschaften im Eisschnelllauf 2001 eingeweiht wurde.
Sieben Sportler des ESC Erfurt nahmen 2006 an den Olympischen Winterspielen in Turin teil und erreichten zwei Goldmedaillen. Im selben Jahr wurde die Eishockeysektion aus dem Verein ausgegliedert und 2007 die Abteilung Bobsport im ESC Erfurt etabliert.

## Wettkämpfe
Seit 2001 hat der ESC folgende nationalen und internationalen Titelkämpfe im Eisschnelllauf ausgerichtet:
- 1 × Europameisterschaften,
- 1 × Junioren-Weltmeisterschaften,
- 7 × Weltcup,
- 1 × Junioren-Weltcup,
- 2 × Masters-Games (Senioren-Weltmeisterschaften),
- 2 × Länderkämpfe Junioren,
- 11 × Deutsche Meisterschaften Damen und Herren,
- 15 × Deutsche Meisterschaften Nachwuchs/Junioren,
- 2 × Deutsche Meisterschaften U23,
- 1 × Deutsche Meisterschaften Masters

## Bekannte Sportler
- Gunda Niemann-Stirnemann
- Franziska Schenk
- Sabine Völker
- Daniela Anschütz-Thoms
- Stephanie Beckert